# Бурылёв, Владимир Сергеевич
Владимир Сергеевич Бурылёв (26 сентября 1944, Воткинск, Удмуртская АССР, РСФСР — 17 марта 2015, Краснодар, Российская Федерация) — советский и российский оперный певец (баритон) и педагог, солист Краснодарской филармонии им. Г. Ф. Пономаренко, профессор Краснодарского государственного университета культуры и искусств, народный артист Российской Федерации (1995).

## Биография
В 1971 г. с отличием окончил Казанскую государственную консерваторию по специальности «оперный певец, концертно-камерное пение, преподаватель». Лауреат респубубликанского конкурса исполнителей им. М. И. Глинки.
С 1971 г. — солист Краснодарской краевой филармонии. В 1983 г. был назначен на должность художественного руководителя Краснодарской краевой филармонии. В 1990 г. был избран на должность директора краевой филармонии. С 1999 г. — профессор консерватории Краснодарского государственного университета культуры и искусств (КГУКИ). В 2000 г. — заведующий кафедрой академического пения консерватории КГУКИ. С 2002 г. — декан факультета вокально-хорового искусства.
Похоронен на Славянском кладбище в Краснодаре.